# Norra Solberga socken
Norra Solberga socken i Småland ingick i Södra Vedbo härad, ingår sedan 1971 i Nässjö kommun i Jönköpings län och motsvarar från 2016 Norra Solberga distrikt.
Socknens areal är 109,35 kvadratkilometer, varav land 103,49. År 2000 fanns här 2 057 invånare. Tätorterna Anneberg,  och Solberga, småorten Ormaryd samt sockenkyrkan Norra Solberga kyrka samt ligger i denna socken. 

## Administrativ historik
Norra Solberga socken har medeltida ursprung. Före den 1 januari 1886 (ändring enligt beslut den 17 april 1885) var namnet Solberga socken.
Vid kommunreformen 1862 övergick socknens ansvar för de kyrkliga frågorna till Norra Solberga församling och för de borgerliga frågorna till Norra Solberga landskommun. Denna senare inkorporerades 1952 i Solberga landskommun som 1971 uppgick i Nässjö kommun. Församlingen ingår sedan 1 januari 2007 i Norra Solberga-Flisby församling.
1 januari 2016 inrättades distriktet Norra Solberga, med samma omfattning som församlingen hade 1999/2000.  
Socknen har tillhört samma fögderier och domsagor som Södra Vedbo härad. De indelta soldaterna tillhörde Jönköpings regemente, Västra härads kompani och Smålands husarregemente, Livskvadronen, Livkompaniet.

## Geografi
Norra Solberga socken ligger nordost om Nässjö vid Svartåns källor. Socknen är en kuperad skogstrakt med småsjöar.
Mellan Anneberg och Ormaryd gick det mellan 1909 och 1934 en järnväg.

## Fornlämningar
Här finns gravrösen och stensättningar från bronsåldern och äldre järnåldern. En fornborg ligger här.

## Namnet
Namnet (1335 Solbärga) kommer från en gård i kyrkbyn, och syftar på särskilt solbelyste höjder.
Före 1 januari 1886 var socknens namn Solberga socken.